# Członkowie Rady
Członkowie Rady (tyt. oryg. Këshilltarët) – albański film fabularny z roku 1979 w reżyserii Xhezaira Dafy, na motywach powieści Fatmira Gjaty, pod tym samym tytułem.

## Opis fabuły
Akcja filmu rozgrywa się pod koniec 1943. Wszyscy członkowie lokalnej rady antyfaszystowskiej, kierującej ruchem oporu zostają aresztowani w czasie ceremonii weselnej we wsi. Jako warunek ich uwolnienia Niemcy domagają się podpisania deklaracji lojalności i potępienie ruchu oporu. Aresztowani odmawiają i przygotowują ucieczkę.
Film realizowano we Wlorze i we wsi Tragjas.

## Obsada
- Adem Gjyzeli jako Abedin
- Enver Dauti jako tłumacz
- Luftar Pajo jako Kadri
- Kadri Roshi jako przewodniczący rady
- Lazër Filipi jako Mitro
- Llambi Kaçani jako Behar
- Shpëtim Shmili jako oficer niemiecki
- Ndriçim Xhepa jako Bejto
- Petraq Gega jako Garip
- Met Shehu jako Nezir
- Xhafer Xhafa jako Myftar
- Qemal Mehmeti jako Nexhip
- Muhamet Shehi jako Nezir